# Nadia Skoukdi
Nadia Skoukdi, née le 26 août 1992, est une coureuse cycliste marocaine.

## Palmarès sur piste

### Championnats d'Afrique
- Casablanca 2016
  -  Médaillée d'or de la vitesse par équipes
  -  Médaillée d'or de la course scratch
  -  Médaillée d'argent du keirin
  -  Médaillée d'argent de la vitesse individuelle
  -  Médaillée de bronze du 500 mètres

## Palmarès sur route
- 2014
  - 3e du championnat du Maroc sur route
- 2015
  -  Championne du Maroc sur route
  - 3e du championnat du Maroc du contre-la-montre
- 2016
  -  Championne du Maroc sur route
  -  Championne du Maroc du contre-la-montre
- 2017
  -  Championne du Maroc sur route
  -  Championne du Maroc du contre-la-montre
- 2018
  - 3e du championnat du Maroc du contre-la-montre